# Wen od Chua
Kralj Wen od Chua (kineski: 楚文王; Chǔ Wén Wáng) bio je drevni kineski kralj Chua.
Bio je sin kralja Wua od Chua te je rođen kao princ Zī (貲). Njegova je majka nepoznata.
Godine 690. pr. Kr. umro mu je otac i Zi ga je naslijedio kao drugi kralj svoje države.
Godine 677. pr. Kr. Zi je umro i dano mu je ime Wen, a naslijedili su ga sinovi Du'ao i Cheng.